# Anelasticità (sismologia)
L'anelasticità in geofisica è caratteristica del regime di sforzo a cui le rocce sono sottoposte; in sismologia l'anelasticità è un fenomeno causato dall'interazione di un fronte d'onda sismico con le eterogeneità del suolo: tale fenomeno produce una attenuazione in ampiezza delle onde registrate ad una stazione sismica, in quanto parte dell'energia sismica viene dissipata; l'attenuazione anelastica non va confusa con l'attenuazione geometrica, funzione della distanza ipocentro-stazione sismica.

## Onde ed anelasticità: attenuazione anelastica
La propagazione di onde all'interno della terra è un fenomeno che, da un punto di vista fisico, può essere descritto in prima approssimazione utilizzando la Teoria dell'elasticità e la corrispondente equazione dell'elasticità. All'interno della terra, però, avvengono fenomeni, dovuti principalmente alla presenza di superfici di separazione nel mezzo o piccole inomogeneità, che possono essere descritte solo utilizzando un approccio di tipo energetico.
Il campo d'onda prodotto da una sorgente sismica trasporta una quantità di energia che, in condizioni di elasticità lineare, rimane costante nel tempo. Incontrando eterogeneità (nella velocità sismica propria del mezzo, nella fase delle rocce attraversate, etc.) l'interazione fra fronte d'onda e mezzo può però produrre dissipazione di energia.

## Relazione fra energia ed attenuazione
L'energia di un pacchetto d'onda (sismogramma) è proporzionale all'ampiezza dell'onda al quadrato (E = k A2); al ricevitore queste ultime saranno dunque attenuate rispetto alle onde di partenza. L'attenuazione anelastica risulta dipendente dalla frequenza del pacchetto d'onda e dal fattore di qualità totale delle rocce Q(f), una quantità che tiene conto dei processi di dissipazione dovuti all'interazione fra campo d'onda ed eterogeneità.
Differenziando la relazione fra energia ed ampiezza dell'onda
{\displaystyle {\frac {dE}{E}}={\frac {2dA}{A}}} (1)
ed approssimando i differenziali con incrementi finiti, si ottiene
{\displaystyle {\frac {\Delta E}{E}}\approx {\frac {2\Delta A}{A}}\approx {\frac {2\pi }{Q(f)}}\Rightarrow {\frac {1}{Q}}\approx {\frac {\Delta A}{\pi A}}} (2)
dove ΔA è la variazione di ampiezza per ciclo d'onda. Se x è una coordinata spaziale in una qualsiasi direzione possiamo scrivere, posto λ = vT = 2πv/ω (v è la velocità dell'onda)
{\displaystyle \Delta A={\frac {dA}{dx}}\lambda } (3)
e, ponendo la definizione di ΔA nella (2)
{\displaystyle {\frac {dA}{dx}}\lambda ={\frac {\pi A}{Q}}} (4)
risolvendo questa equazione in A si ottiene infine
{\displaystyle A(x,Q,\omega )=A_{0}\exp(-{\frac {\omega x}{2vQ}})=A_{0}\exp(-{\frac {\pi fx}{vQ}})} (5)
dalla quale risulta chiara la dipendenza esponenziale dell'ampiezza delle onde sismiche al ricevitore dalla frequenza.

## Attenuazione intrinseca e di scattering

### Attenuazione intrinseca
L'energia persa per dissipazione anelastica dall'onda nel corso della propagazione è di solito misurata attraverso il coefficiente di  attenuazione intrinseca; tale dissipazione è causa di decadimento in ampiezza delle onde di volume e di onde di superficie con la distanza e con la frequenza.
È unanimemente riconosciuto che l'attenuazione intrinseca sia da associarsi a dislocazioni su piccola scala di cristalli, frizioni e movimenti di fluidi interstiziali, che convertono energia vibrazionale in calore; molteplici lavori propongono diversi meccanismi di attenuazione, in alcuni dei quali i fattori di qualità risultano dipendenti dalla frequenza, mentre in altri risultano indipendenti da essa.

### Attenuazione di scattering
Una delle cause principali di attenuazione è, dunque, la perdita di energia per riscaldamento del mezzo attraversato; a produrre attenuazione non sono però soltanto fenomeni termici. L'onda primaria risulta infatti attenuata da processi di scattering, ovvero di ridistribuzione dell'energia dell'onda per riflessione, rifrazione e conversione, con generazione di onde secondarie.
I fenomeni di scattering dipendono dalle dimensioni delle eterogeneità presenti nel mezzo di indagine, per cui le fenomenologie  sono differenti a seconda delle dimensioni relative fra lunghezza d'onda incidente e dimensioni caratteristiche delle eterogeneità presenti nel materiale. L'energia trasferita dalle onde primarie a quelle che hanno subito lo scattering durante il tragitto, risulta funzione del cammino libero medio. Quest'ultimo è definito in campo sismologico come il tragitto medio effettuato dai pacchetti d'onda prima di incontrare un centro di scattering, e risulta ovviamente funzione della densità dei centri di scattering nel mezzo.
Poiché i due tipi di attenuazione sono generalmente considerati indipendenti, il loro effetto totale è la semplice somma degli effetti particolari. Esistono numerosi metodi atti a separare il contributo intrinseco da quello dovuto allo scattering.